# Bro gozh ma zadoù

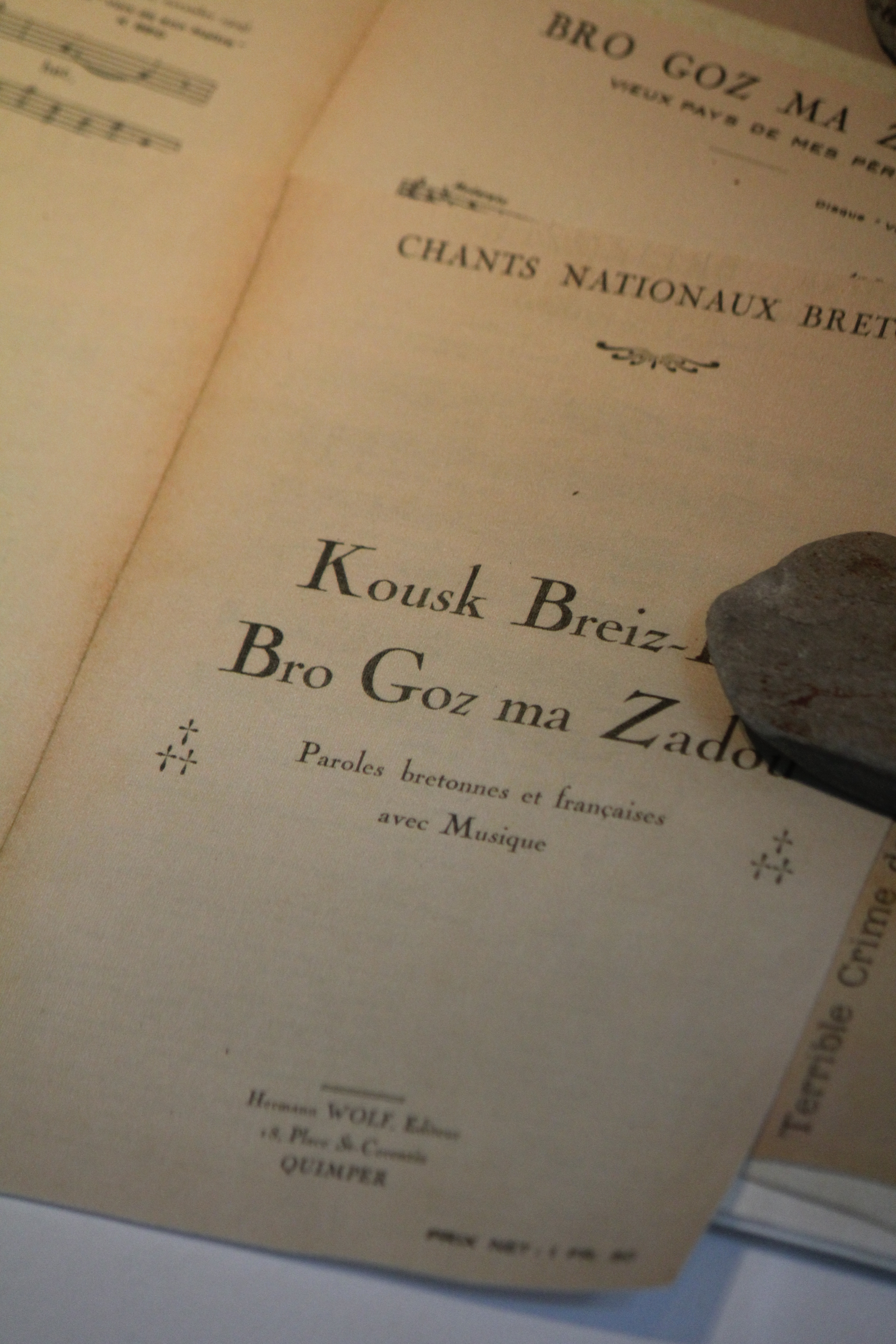
Llibret titulat « Chants nationaux bretons » que conté el Bro Gozh.

Bro gozh ma zadoù (La terra dels meus pares) és l'himne de la Bretanya, compost el 1919. La lletra és de François Taldir-Jaffrenou (1879-1956). Aquest himne és inspirat en l'himne de Gal·les, Hen Wlad Fy Nhadau (La terra dels meus pares), compost pel bard gal·lès Evan James el 1856 i musicat pel seu fill James James. L'himne de Cornualla Bro Goth Agan Tasow és el seu homòleg en còrnic. · .
Se sentí per primer cop el 1898 durant La Resistència de Morlaix, i fou imprès en fulls volants amb el sotstítol Henvelidigez (Adaptació). La melodia dels tres cants és idèntica. Fou recollida en el llibre An Delen Dir el 1900, i començà a ser cantada a les reunions d'estudiants bretons de Rennes, que en van fer el seu propi himne. En el Congrés de Lesneven del 1903 fou escollit pel jurat de la Unió Regionalista Bretona com a "cant nacional" en atenció a la germandat entre gal·lesos i bretons. Maurice Duhamel en va registrar la tonada per a piano el 1910.

## Lletra en bretó (peurunvan)
Ni, Breizhiz a galon, karomp hon gwir Vro!

Brudet eo an Arvor dre ar bed tro-do.

Dispont kreiz ar brezel, hon tadoù ken mat,

A skuilhas eviti o gwad.

Refrany
O Breizh, ma Bro, me 'gar ma Bro.
Tra ma vo mor 'vel mur 'n he zro.
Ra vezo digabestr ma Bro !
Breizh, douar ar Sent kozh, douar ar Varzhed,

N'eus bro all a garan kement 'barzh ar bed,

Pep menez, pep traonienn, d'am c'halon zo kaer,

Enne 'kousk meur a Vreizhad taer !
Refrany
Ar Vretoned 'zo tud kalet ha kreñv;

N'eus pobl ken kalonek a-zindan an neñv,

Gwerz trist, son dudius a ziwan eno,

O! pegen kaer ec'h out, ma Bro!
Refrany
Mar d'eo bet trec'het Breizh er brezelioù bras,

He yezh a zo bepred ken bev ha bizkoazh,

He c'halon birvidik a lamm c'hoazh 'n he c'hreiz,

Dihunet out bremañ, ma Breizh !

## Traducció al català
Nosaltres, bretons de cor, ens estimem el nostre veritable país!

L'Arvor és reconegut a través del món.

Sense por al cor de la guerra, els nostres ancestres 

Vessaren llur sang per ella.

Refrany
O Bretanya, el meu país, jo estimo el meu país
Tant que la mar serà com un mur al seu voltant.
Sou lliure, país meu!
Bretanya, terra dels vells Sants, terra dels Bards,

No hi ha un altre país al món que jo estimi tant 

Cada muntanya, cada vall és car dins el meu cor.

En ell dorm més d'un heroi bretó!

Refrany
Els bretons són gent dura i forta;

Cap poble sota el cel és tan ardent;
 	
Plany trist o cant alegre es barregen en ells 
 	
O! quan n'ets de bella, pàtria meva!

Refrany
Si abans Bretanya, tu has afluixat durant les guerres,

La teva llengua es mantindrà viva sempre,

El seu cor ardent recula encara per ella.

Tu et despertes ara Bretanya meva!